# 2014 FX71
2014 FX71, também escrito como 2014 FX71, é um corpo menor que está localizado no disco disperso, uma região do Sistema Solar. Este objeto está em uma ressonância orbital de 1:3 com o planeta Netuno. Ele possui uma magnitude absoluta de 6,0 e tem um diâmetro estimado com cerca de 278 km. O astrônomo Mike Brown lista este corpo celeste em sua página na internet como um candidato a possível planeta anão.

## Descoberta
2014 FX71 foi descoberto no dia 28 de março de 2014.

## Órbita
A órbita de 2014 FX71 tem uma excentricidade de 0,370 e possui um semieixo maior de 57,464 UA. O seu periélio leva o mesmo a uma distância de 36,185 UA em relação ao Sol e seu afélio a 78,742 UA.